# Janyl (cràter)
Janyl és un cràter d'impacte en el planeta Venus de 5,6 km de diàmetre. El seu nom és un antropònim kirguís, i va ser aprovat per la Unió Astronòmica Internacional el 1997.